# Gallimimus bullatus
Gallimimus (il cui nome significa "finto gallo" o "imitatore di galli") è un genere estinto di dinosauro ornithomimide vissuto nel Cretaceo superiore, circa 70 milioni di anni fa, in quella che oggi è la Formazione Nemegt in Mongolia. L'unica specie ascritta a questo genere è G. bullatus. Il suo aspetto, simile ad uno struzzo, provvisto di mani prensili ed una lunga coda, lo rende il più conosciuto tra gli ornithomimidi, oltre che uno dei dinosauri meglio conosciuti.

## Descrizione

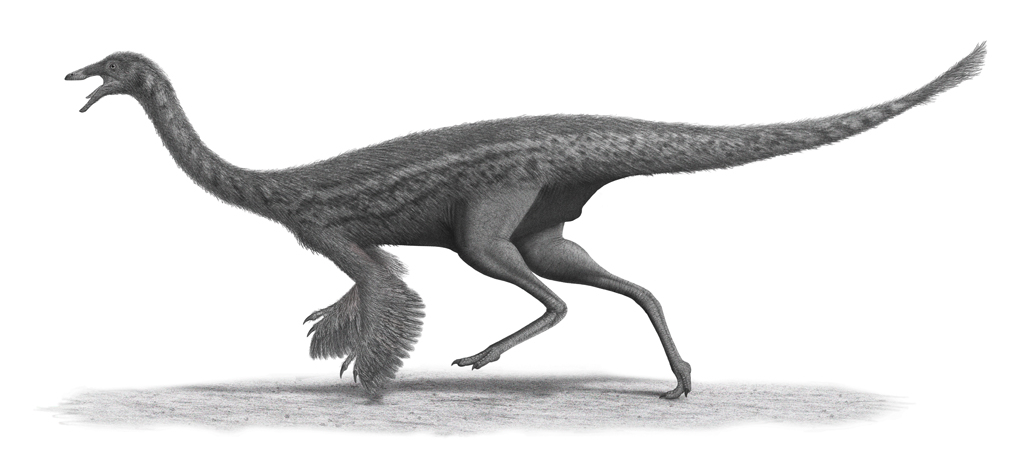
Ricostruzione di Gallimimus

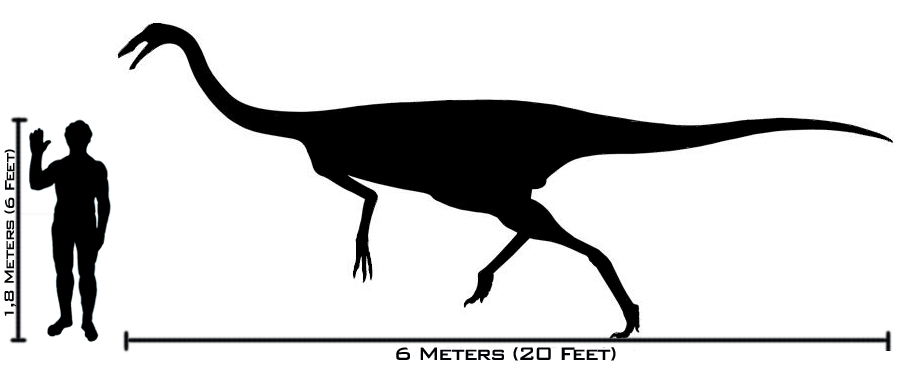
Dimensioni di G. bullatus, in confronto ad un uomo

L'aspetto del Gallimimus era piuttosto insolito: all'apparenza somigliava molto ad un struzzo, provvisto però di una lunga coda e zampe anteriori fornite di artigli. Un animale adulto misurava in media 2 metri (26 ft) di altezza e 6 metri di lunghezza, per un peso di 226 kg, facendone un dei più grandi ornithomimosauridi finora scoperti. Il Gallimimus è conosciuto per una vasta collezione di individui, che vanno da esemplari molto giovani (con un'altezza alle anche di circa 0,50 metri), ad esemplari completamente adulti (con un'altezza alle anche di circa 2 metri).
Un carattere diagnostico del Gallimimus erano i suoi arti anteriori, che risultavano piuttosto corti rispetto alla lunghezza dell'omero, al contrario degli altri ornithomimidi. La lunga coda era probabilmente usata dall'animale come contrappeso durante la corsa e gli spostamenti. Gli occhi erano molto grandi e situati ai lati della testa, il che gli conferiva un'ottima visione binoculare. Inoltre come la maggior parte dei teropodi e degli uccelli moderni possedeva ossa cave che lo rendeva più leggero e abile nella corsa. Dai suoi tratti diagnostici, si è appreso che il Gallimimus era un animale eccezionalmente dotato per la corsa come evidenziato da un robusto ilio, la base della coda muscolosa, arti posteriori molto lunghi, una lunga tibia e metatarso e dita dei piedi piuttosto corte, ma non si sa con certezza a che velocità l'animale potesse correre. Tutti gli ornithomimidi possedevano crani lunghi e stretti terminanti in una sorta di becco, tuttavia il cranio del Gallimimus risulta essere più lungo della media. Il muso si allungava man mano con la crescita, in quanto gli esemplari più giovani possedevano musi più corti.
Nel 2001, il paleontologo norvegese Jørn H. Hurum pubblicò una dettagliata descrizione di una mascella completa di G. bullatus. Nella sua descrizione Hurum osservò che le ossa che componevano la mascella erano "sottili come carta". Hurum osservò anche che lo stretto giunto intramandibolare impediva qualsiasi movimento tra la parte anteriore e quella posteriore.

### Piumaggio
Nonostante non siano mai state trovate prove di piumaggio nei fossili di Gallimimus, molti suoi parenti ornithomimosauri, soprattutto il nordamericano Ornithomimus, mostrano segni della presenza di un piumaggio più o meno esteso su buona parte del corpo. In particolare nel 2015, è stato scoperto un esemplare di Ornithomimus che mostrava segni della presenza di tegumenti filamentosi riconducibili a piume filiformi, simili a quelle dei moderni emù. L'esemplare mostrava una copertura di piume filiformi che correvano lungo il collo, torace, schiena e lungo la coda. Sulle zampe invece sono state scoperte zone di tegumento di pelle. Probabilmente la copertura di piume si estendeva lungo parte del collo, lungo la schiena ed il torace, ricoprendo anche gli arti anteriori, e lungo la coda mentre le gambe era nude come nei moderni struzzi, in modo da facilitare la dispersione del calore dell'animale durante la corsa.

## Classificazione

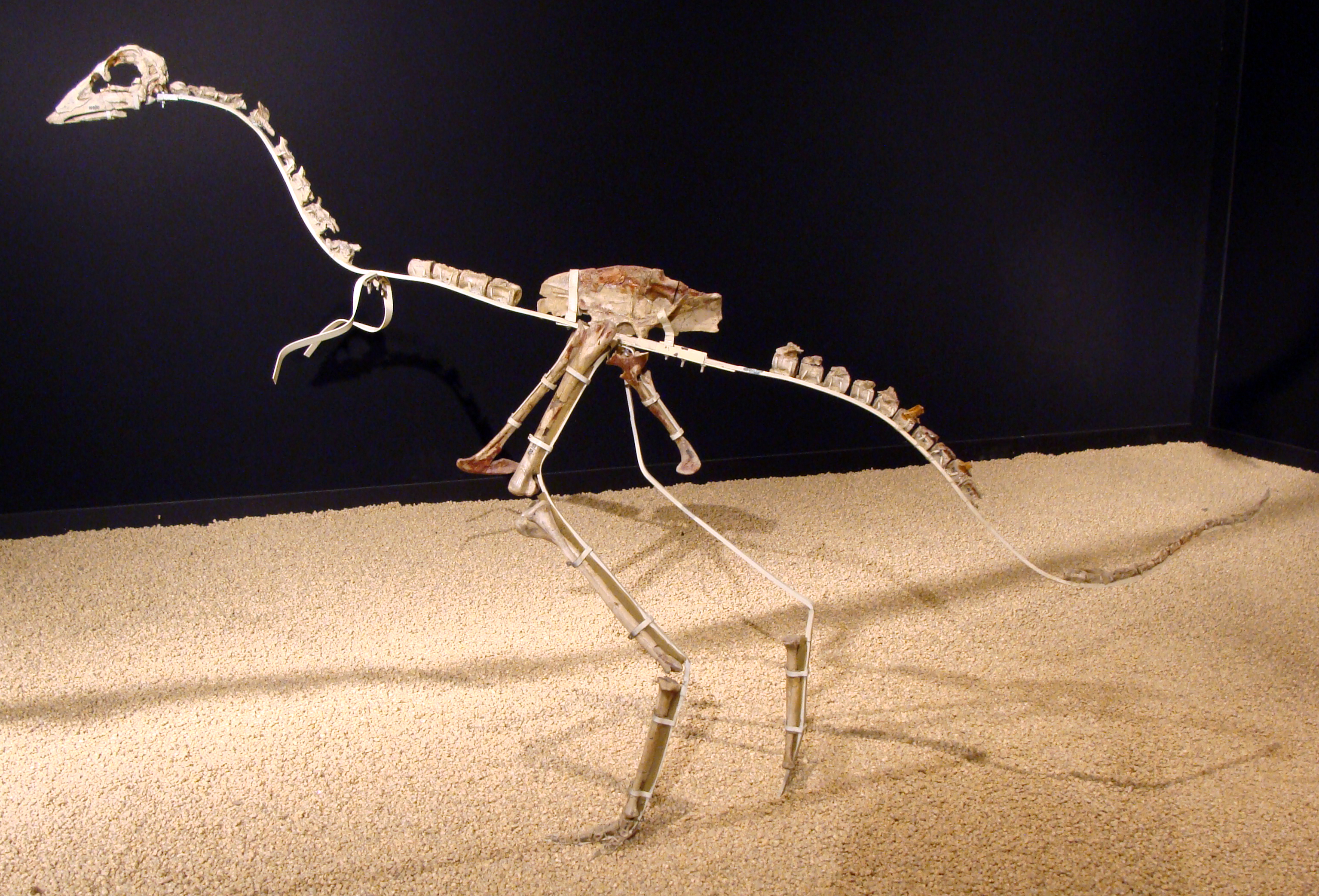
Scheletro parziale di un giovane Gallimimus

Nel 1972, Osmólska e colleghi assegnarono il Gallimimus alla famiglia Ornithomimidae, individuando nello Struthiomimus nordamericano il parente più stretto, pur lamentando la difficoltà di confrontare i diversi taxa a causa del fatto che gli altri ornithomimidi allora conosciuti erano o mal conservati o descritti in modo inadeguato. Nel 1975, Kielan-Jaworowska osservò che, sebbene molti dinosauri asiatici fossero collocati nelle stesse famiglie dei loro parenti nordamericani, tale categoria di classificazione tendeva a essere più inclusiva rispetto a quella utilizzata per gli uccelli moderni. Sottolineò inoltre che, mentre il Gallimimus possedeva un becco arrotondato (simile a quello di un’oca o di un’anatra), gli ornithomimidi nordamericani avevano becchi appuntiti, una differenza che, nel caso degli uccelli attuali, porterebbe i tassonomi a collocarli in famiglie differenti. Nel 1976, Barsbold collocò gli Ornithomimidae nel nuovo gruppo Ornithomimosauria. Nel 2003, Kobayashi e Jun-Chang Lü stabilirono che Anserimimus era il sister taxon di Gallimimus, e che entrambi formavano un clade derivato (o "avanzato") insieme ai generi nordamericani; tale interpretazione fu confermata da Kobayashi e Barsbold nel 2006.
Il seguente cladogramma mostra la collocazione del Gallimimus all'interno degli Ornithomimidae, secondo quanto proposto dal paleontologo Bradley McFeeters e colleghi nel 2016:
|  | Anserimimus |
|  |             |
|  | Gallimimus  |
|  |             |

|  | Qiupalong                                                      |
|  |                                                                |
|  | \| \| Struthiomimus \| \| \| \| \| \| Ornithomimus \| \| \| \| |
|  |                                                                |
|  | Struthiomimus                                                  |
|  |                                                                |
|  | Ornithomimus                                                   |
|  |                                                                |

|  | Struthiomimus |
|  |               |
|  | Ornithomimus  |
|  |               |

|  | Anserimimus |
|  |             |
|  | Gallimimus  |
|  |             |

|  | Qiupalong                                                      |
|  |                                                                |
|  | \| \| Struthiomimus \| \| \| \| \| \| Ornithomimus \| \| \| \| |
|  |                                                                |
|  | Struthiomimus                                                  |
|  |                                                                |
|  | Ornithomimus                                                   |
|  |                                                                |

|  | Struthiomimus |
|  |               |
|  | Ornithomimus  |
|  |               |

|  | Anserimimus |
|  |             |
|  | Gallimimus  |
|  |             |

|  | Qiupalong                                                      |
|  |                                                                |
|  | \| \| Struthiomimus \| \| \| \| \| \| Ornithomimus \| \| \| \| |
|  |                                                                |
|  | Struthiomimus                                                  |
|  |                                                                |
|  | Ornithomimus                                                   |
|  |                                                                |

|  | Struthiomimus |
|  |               |
|  | Ornithomimus  |
|  |               |

|  | Anserimimus |
|  |             |
|  | Gallimimus  |
|  |             |

|  | Qiupalong                                                      |
|  |                                                                |
|  | \| \| Struthiomimus \| \| \| \| \| \| Ornithomimus \| \| \| \| |
|  |                                                                |
|  | Struthiomimus                                                  |
|  |                                                                |
|  | Ornithomimus                                                   |
|  |                                                                |

|  | Struthiomimus |
|  |               |
|  | Ornithomimus  |
|  |               |

|  | Anserimimus |
|  |             |
|  | Gallimimus  |
|  |             |

|  | Qiupalong                                                      |
|  |                                                                |
|  | \| \| Struthiomimus \| \| \| \| \| \| Ornithomimus \| \| \| \| |
|  |                                                                |
|  | Struthiomimus                                                  |
|  |                                                                |
|  | Ornithomimus                                                   |
|  |                                                                |

|  | Struthiomimus |
|  |               |
|  | Ornithomimus  |
|  |               |

|  | Anserimimus |
|  |             |
|  | Gallimimus  |
|  |             |

|  | Qiupalong                                                      |
|  |                                                                |
|  | \| \| Struthiomimus \| \| \| \| \| \| Ornithomimus \| \| \| \| |
|  |                                                                |
|  | Struthiomimus                                                  |
|  |                                                                |
|  | Ornithomimus                                                   |
|  |                                                                |

|  | Struthiomimus |
|  |               |
|  | Ornithomimus  |
|  |               |

|  | Anserimimus |
|  |             |
|  | Gallimimus  |
|  |             |

|  | Qiupalong                                                      |
|  |                                                                |
|  | \| \| Struthiomimus \| \| \| \| \| \| Ornithomimus \| \| \| \| |
|  |                                                                |
|  | Struthiomimus                                                  |
|  |                                                                |
|  | Ornithomimus                                                   |
|  |                                                                |

|  | Struthiomimus |
|  |               |
|  | Ornithomimus  |
|  |               |

|  | Anserimimus |
|  |             |
|  | Gallimimus  |
|  |             |

|  | Qiupalong                                                      |
|  |                                                                |
|  | \| \| Struthiomimus \| \| \| \| \| \| Ornithomimus \| \| \| \| |
|  |                                                                |
|  | Struthiomimus                                                  |
|  |                                                                |
|  | Ornithomimus                                                   |
|  |                                                                |

|  | Struthiomimus |
|  |               |
|  | Ornithomimus  |
|  |               |

## Storia della scoperta

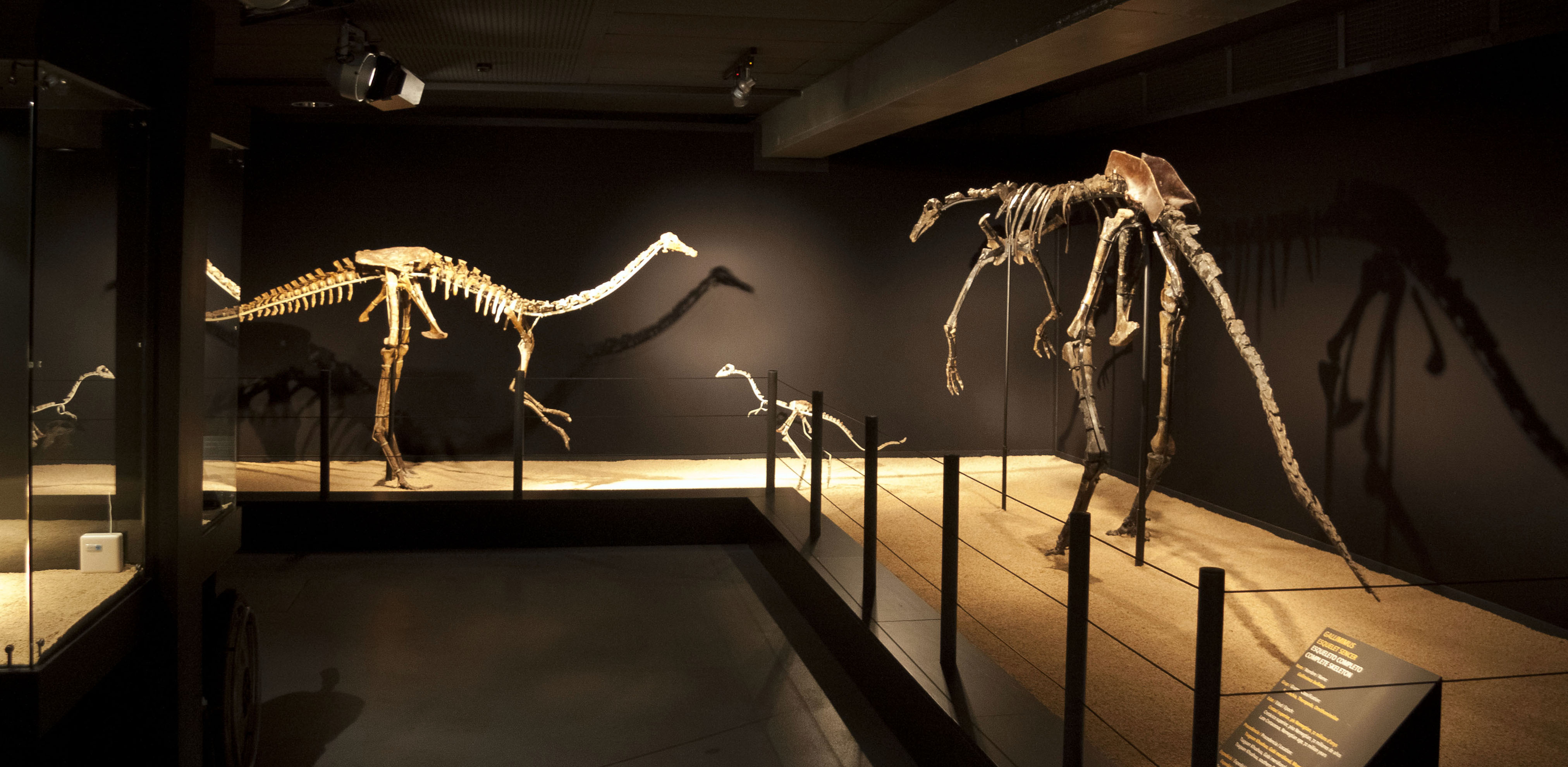
Scheletri di esemplari giovani e adulti di G. bullatus

I primi fossili di Gallimimus furono scoperti all'inizio dell'agosto del 1963 da un team di scienziati guidati dal professor Zofia Kielan-Jaworowska, a Tsagan Khushu durante una spedizione polacco-mongolo al Deserto del Gobi, in Mongolia. La scoperta fu riportata nel 1965. Nel 1972, i fossili furono descritti dai paleontologi Rinchen Barsbold, Halszka Osmólska e Ewa Roniewicz, che descrissero la specie nominandola Gallimimus bullatus. Il nome generico deriva dal latino gallus, "pollo" e mimus, "mimare", in riferimento alle vertebre del collo anteriore che assomigliano a quelle del galliformi. Il nome specifico deriva sempre dal latino bulla, in riferimento alla bulla romana, in riferimento ad un rigonfiamento bulboso nella scatola cranica.
L'olotipo, IGM 100/11, è costituito da uno scheletro parziale, comprendente il cranio e la mandibola. Successivamente sono stati trovati numerosi altri scheletri parziali sia di adulti sia di esemplari giovani, oltre che numerose ossa singole.
Nel 1996, il paleontologo Barsbold annunciò la scoperta di una seconda specie da lui ribattezzata "Gallimimus mongoliensis", sulla base del campione IGM 100/14, ritrovato nella Formazione Bayanshiree, luogo in cui non è mai stato ritrovato alcun fossile di Gallimimus. Lo stesso Barsbold concluse nel 2006, che i fossili non appartengono affatto ad una seconda specie di Gallimimus, rappresentando piuttosto un nuovo genere di ornithomimide non ancora descritto.

## Paleobiologia

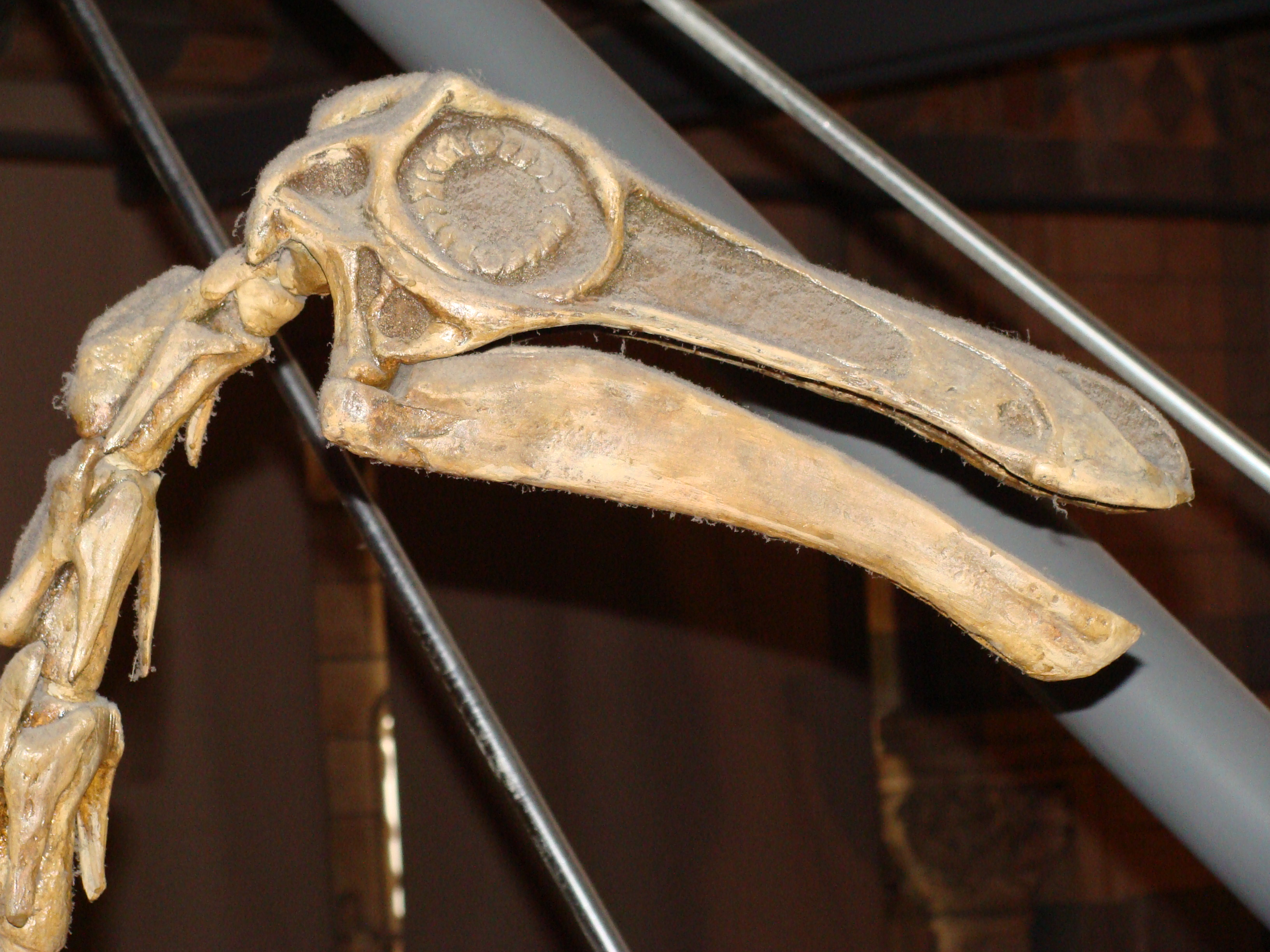
Cranio di G. bullatus

Le abitudini alimentari degli ornithomimidi sono molto controverse. Le prime descrizioni del Gallimimus lo vedevano come un predatore di animali di piccola taglia, come piccoli mammiferi e lucertole e che usava le lunghe braccia come rastrelli per raccogliere vegetali sul terreno. Successive analisi lo definirono infine come un animale onnivoro-erbivoro.
Nel 2001, Norell riportò la scoperta di un esemplare di Gallimimus (IGM 100/1133), comprendente un teschio che conservava dei tessuti molli. Questo esemplare, così come un altro nuovo cranio fossile di Ornithomimus, possedeva un becco cheratinoso, con scanalature verticali sporgenti dalla mandibola superiore. Queste strutture ricordano vagamente le lamelle del becco delle moderne anatre, che usano per sezionare dall'acqua il loro cibo come piante, foraminiferi, molluschi e ostracodi. Norell ha inoltre evidenziato che gli ornithomimidi erano più abbondanti in ambienti umidi, come le foreste temperate e nelle praterie, piuttosto che in ambienti aridi come i deserti, come si era pensato in precedenza, suggerendo che questi dipendessero dalle fonti d'acqua per ricavarne il nutrimento, filtrandolo come le moderne anatre e oche. L'analisi del cranio degli ornithomimidi più primitivi, come Pelecanimimus, mostrano che questi animali in origine avevano denti ben sviluppati, mentre le forme più evolute avevano becchi privi di denti, rendendoli quindi incapaci di mangiare animali di grossa taglia.

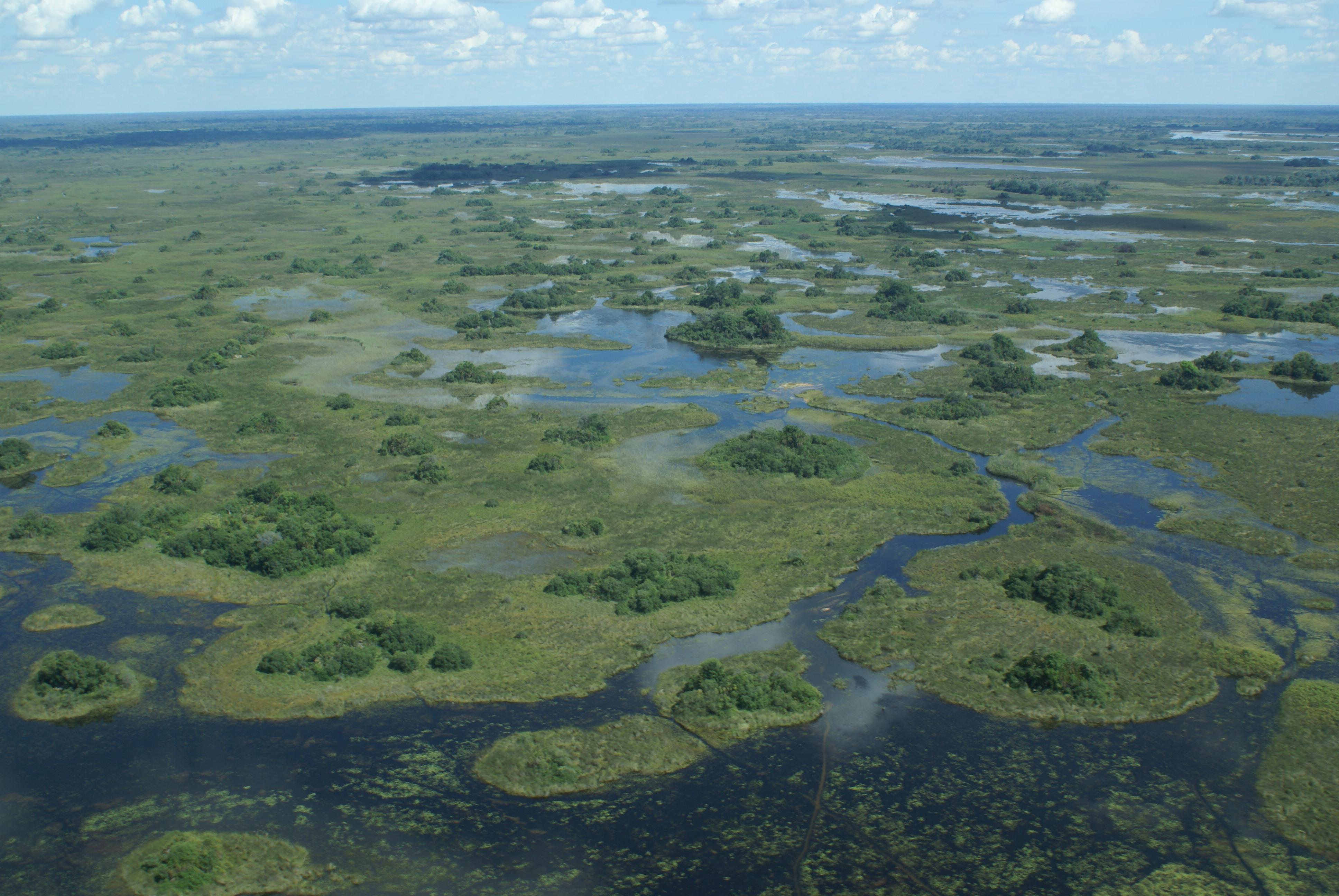
Il Delta dell'Okavango, presenta un habitat simile a quello in cui viveva il Gallimimus

In seguito nel 2005, il paleontologo Barrett ha osservato che le creste verticali sui becchi di Gallimimus sono più simili a quelle ritrovate nei becchi delle tartarughe e nei grandi dinosauri erbivori come l'hadrosauride Edmontosaurus. Inoltre, secondo i calcoli di Barrett, il Gallimimus non sarebbe stato in grado di soddisfare il suo fabbisogno energetico semplicemente filtrando cibo dall'acqua, in quanto troppo grande. Si è concluso che il Gallimimus fosse un animale prettamente erbivoro.
Le roccia facies della Formazione Nemegt suggeriscono la presenza di un flusso notevole di fiumi e canali, in un ambiente fluviale molto simile a quello dell'odierno delta dell'Okavango. L'habitat del Gallimimus era quindi rigoglioso e ricco di piante in grado quindi di soddisfare i bisogni alimentari di molti grandi dinosauri erbivori anche di grandi dimensioni, come l'affine Deinocheirus, l'hadrosauride Saurolophus e il sauropode Nemegtosaurus, che a loro volta sostenevano i grandi carnivori come i tirannosauridi Tarbosaurus e Raptorex.

## Nella cultura di massa

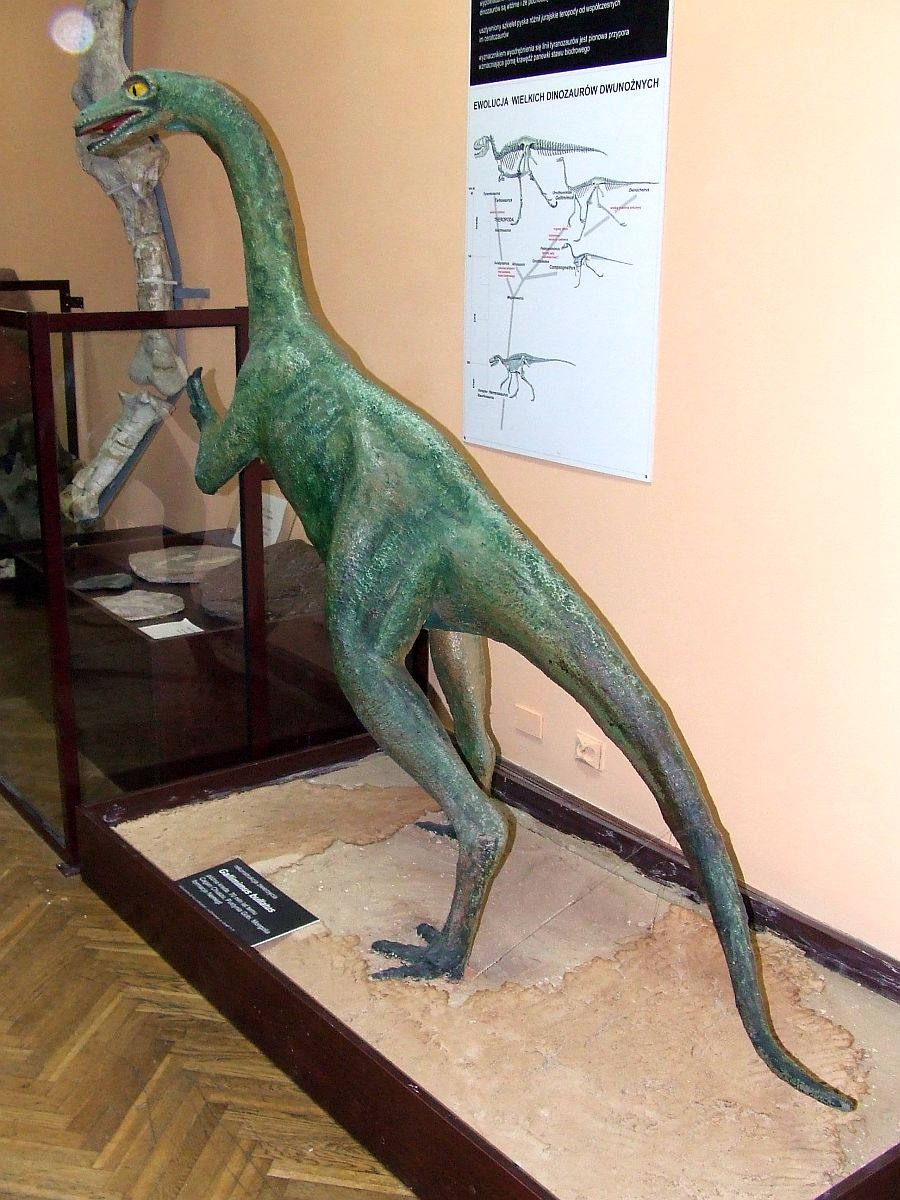
Gallimimus era precedentemente raffigurato senza piume, come questo modello in MEPAS

Il Gallimimus comparve nel film Jurassic Park del 1993, diretto da Steven Spielberg; una scena simile nel romanzo originale del 1990, invece, vedeva protagonisti degli adrosauri. Spielberg desiderava inserire nel film una sequenza con una mandria in fuga, ma inizialmente non sapeva come realizzarla e si pensava di ricorrere all'animazione passo uno. All'epoca vi era scarsa fiducia nella possibilità di creare animali realistici con l'animazione al computer, ma la società di effetti visivi Industrial Light & Magic (ILM) ricevette l'autorizzazione dai produttori per esplorare questa possibilità. ILM realizzò uno scheletro digitale di Gallimimus e animò un test in cui si vedeva una mandria di scheletri correre, seguito da un altro test in cui un Tyrannosaurus inseguiva una mandria di Gallimimus completamente modellati. Il team di produzione si mostrò molto entusiasta, poiché non si era mai visto nulla di simile prima, e Spielberg fu convinto a inserire la scena nel copione, decidendo inoltre di utilizzare la grafica computerizzata per altri dinosauri del film, al posto del passo uno. I Gallimimus furono animati tracciando i fotogrammi di riprese di struzzi, e si fece riferimento anche a filmati di gazzelle in branco. Zofia Kielan-Jaworowska, che aveva scoperto l'esemplare olotipo di Gallimimus, definì la sequenza "una scena meravigliosa". I dinosauri del film furono una delle applicazioni della grafica computerizzata più pubblicizzate nella storia del cinema, e furono considerati più realistici di quanto fosse mai stato ottenuto prima con gli effetti speciali tradizionali.
Nel film, un aspetto centrale della sequenza era l'enfasi sul comportamento di gruppo simile a quello degli uccelli: i Gallimimus si muovevano in branco come un'unità coesa, con gli esemplari più piccoli al centro, quasi fossero protetti dal resto del gruppo. Durante la scena, il paleontologo Alan Grant osserva che la mandria "cambia direzione in modo uniforme, proprio come uno stormo di uccelli che fugge da un predatore". Questo contrastava con la rappresentazione tradizionale dei dinosauri nei media, solitamente visti come animali goffi e con la coda strascicata, e contribuì a modificare la percezione comune su di essi. Questa e altre scene riflettevano le teorie allora recenti sull'evoluzione degli uccelli, sostenute dal consulente scientifico del film, il paleontologo John R. Horner, sebbene tali idee fossero ancora controverse all'epoca. Nonostante ciò, Gallimimus e altri dinosauri del film vennero rappresentati senza piume, anche perché all'epoca non era ancora chiaro quanto fossero diffuse tra i dinosauri.
È stato affermato che le impronte di Lark Quarry, in Queensland (Australia) — una delle più grandi concentrazioni di orme di dinosauro al mondo — abbiano ispirato la scena della fuga dei Gallimimus, fungendo da base scientifica per essa. Tali impronte erano inizialmente interpretate come tracce di una mandria in fuga da un predatore teropode. Tuttavia, questa interpretazione è stata successivamente messa in discussione (il "teropode" potrebbe in realtà essere stato un erbivoro simile al Muttaburrasaurus), e un consulente di Jurassic Park ha negato che le orme abbiano ispirato la scena del film.